# 陈氏玉贞
陈氏玉贞（Trần Thị Ngọc Trinh）1989年9月27日—），艺名玉贞（Ngọc Trinh），是越南著名的女演员。

## 生平
1989年9月27日陈氏玉贞出生在越南茶荣省的小芹县的一个信奉天主教的家庭里。她在四个兄弟姐妹中排行最末。由于家庭陷入经济困境，陈氏玉贞的母亲因病去世，所以的父亲不得不卖彩票、当摩托车司机，做家务维持生计。玉贞自6个月大就由父亲的独自抚养和照顾下长大。在1996年玉贞七岁那年，她的父亲娶了一位名为阮氏芳的女性为妻。
之后陈氏玉贞和兄弟姐妹一起前往胡志明市，在一家台球馆学习调酒。在那里，她遇到了模特公司老板武克捷并开始了她成为"内衣女王"的征程。玉贞开始参加选美比赛、模特儿比赛和广告活动。到2011年，玉贞树立了“内衣女王”形象。
陈氏玉贞身高1.71，三围85-58-91，玉贞从15岁时就开始参加一些时尚比赛，成为越南时尚界的一员。

## 职业生涯
陈氏玉贞在16岁开始参与越南的时尚活动。在16岁时，她参加了珠宝皇后比赛，并获得了亚军（第一亚军）。2005年，玉贞参加了越南超级模特大赛，荣获“摄影超级模特”奖。2007年，18岁的她参加了平阳时尚美女比赛，并赢得了冠军。
2011年初，陈氏玉贞出道越南娱乐圈，由于美貌、身材和皮肤姣好引起了媒体关注。2011年对她来说成功的一年，她赢得了在美国加利福尼亚州长滩举办的越南国际小姐选美比赛的冠军，成为越南国际小姐。
除了模特、广告代言外，陈氏玉贞还涉足演艺圈。虽然在演艺事业上经验不足，但也取得了显著的进步。在2022年，陈氏玉贞成为越南热门电影《姐姐妹妹2》的女主角。尽管她并非出身于正规的表演学院，但她的表演却受到了许多专业人士和观众的赞誉。特别是在电影《姐姐妹妹2》中，她的表演相较之前的电影有了显著进步。

## 获奖
- 越南超级模特大赛 2005 摄影超级模特奖[8]
- 2007年平阳时尚女郎之花奖[8]
- 2007年珠宝女王第一亚军[8]
- 2007年珠宝女王大赛时尚女郎奖[8]
- 2007年珠宝女王大赛舞会女王奖[8]
- 2011年越南国际小姐[8]
- 2011年越南国际小姐泳装美女奖[8]
- 2011年越南国际小姐亚洲美女奖[8]
- 2011年长腿之夜派对女王[9]

## 代表
在2016年，陈氏玉贞以特别嘉宾的身份参加了韩国小姐竞选的决赛晚会。她展现了出众的容貌，使她在整个韩国小姐竞选中脱颖而出。
2019年，陈氏玉贞代表越南参加了在法国戛纳举办的戛纳电影节。但是由于出席电影节时的着装过于暴露而引起争议。

## 影视作品
| 年份 | 电影名称 (越南文)   | 电影名称 (中文)  | 类型   | 角色    |
| ---- | ------------------- | ---------------- | ------ | ------- |
| 2013 | Hoàng Tử vai Lọ Lem | 皇子扮演灰姑娘   | 电影   | Cameo   |
| 2016 | Vòng eo 56          | 56厘米的腰围     | 电影   | 玉贞    |
| 2017 | Giải mã NT56        | 玉贞56解密       | 短片   | 玉贞    |
| 2019 | Vu quy đại náo      | 喧嚣的婚礼       | 电影   | Trang   |
| 2021 | Chị mẹ học yêu      | 亲爱的我们谈谈吧 | 电视剧 | Băng Di |
| 2023 | Chị chị em em 2     | 姐姐妹妹2        | 电影   | Tư Nhị  |